# Pfaffenberg (Mallersdorf-Pfaffenberg)

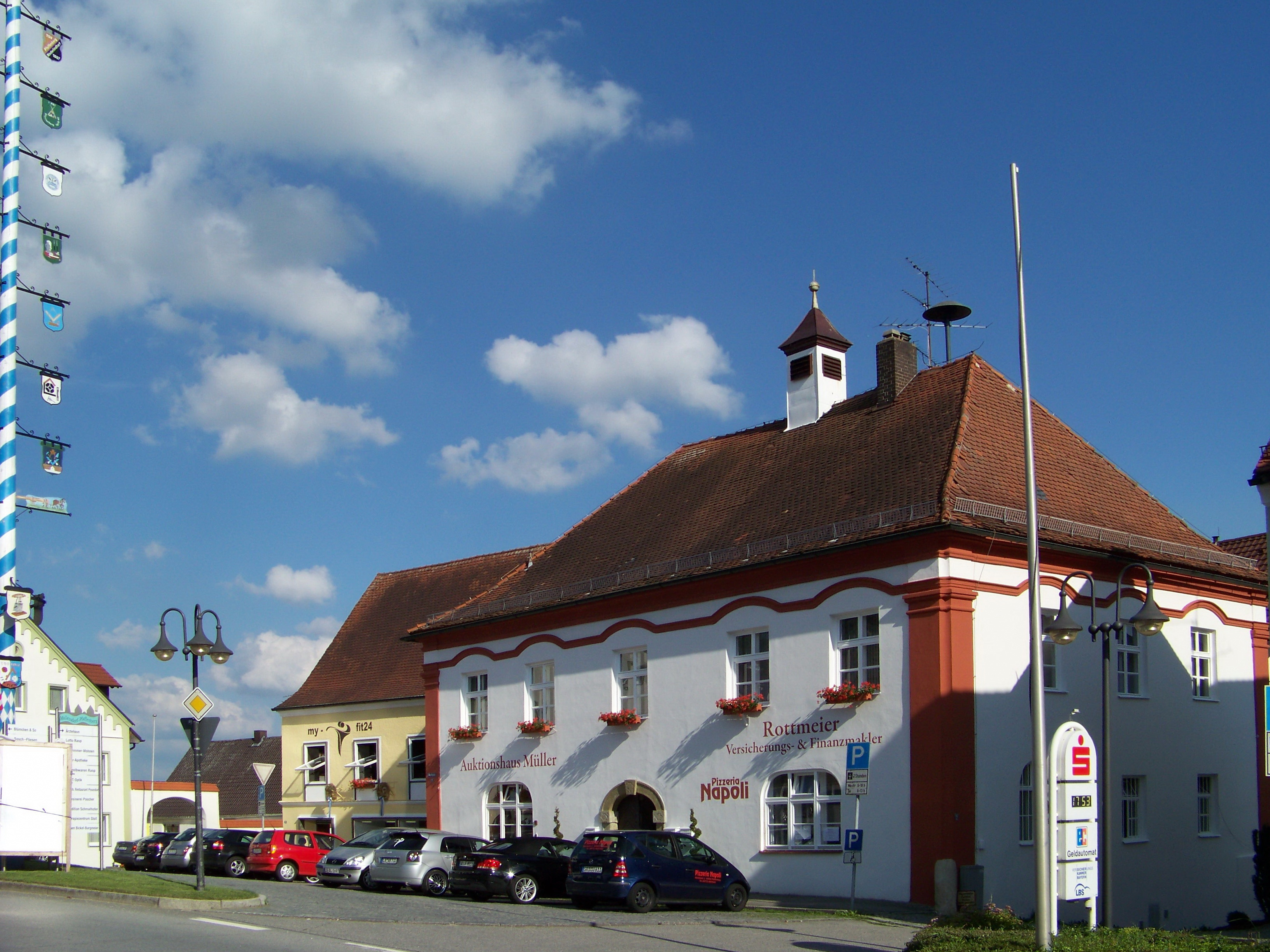
Das ehemalige Rathaus auf dem Marktplatz

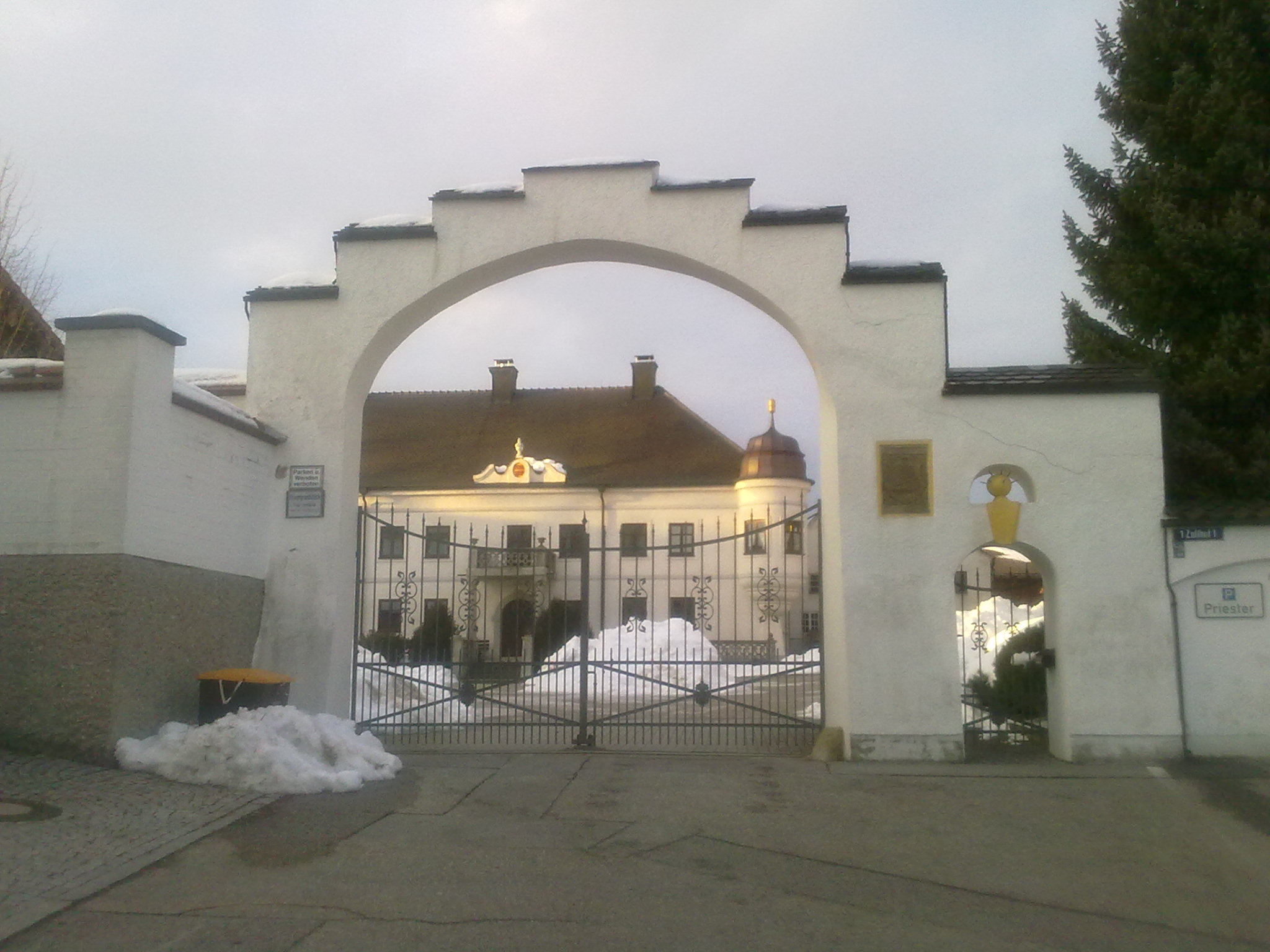
Der Eingang zum heutigen Zollhof (Fotografie von 2010), dem ehemaligen Anwesen der Gebrüder Karl und Ludwig Gandorfer, heute ein Baudenkmal

Pfaffenberg ist ein Ortsteil des Marktes Mallersdorf-Pfaffenberg im niederbayerischen Landkreis Straubing-Bogen.

## Lage
Pfaffenberg liegt etwas mehr als einen Kilometer südwestlich von Mallersdorf und mit diesem verbunden an der Kleinen Laber.

## Geschichte

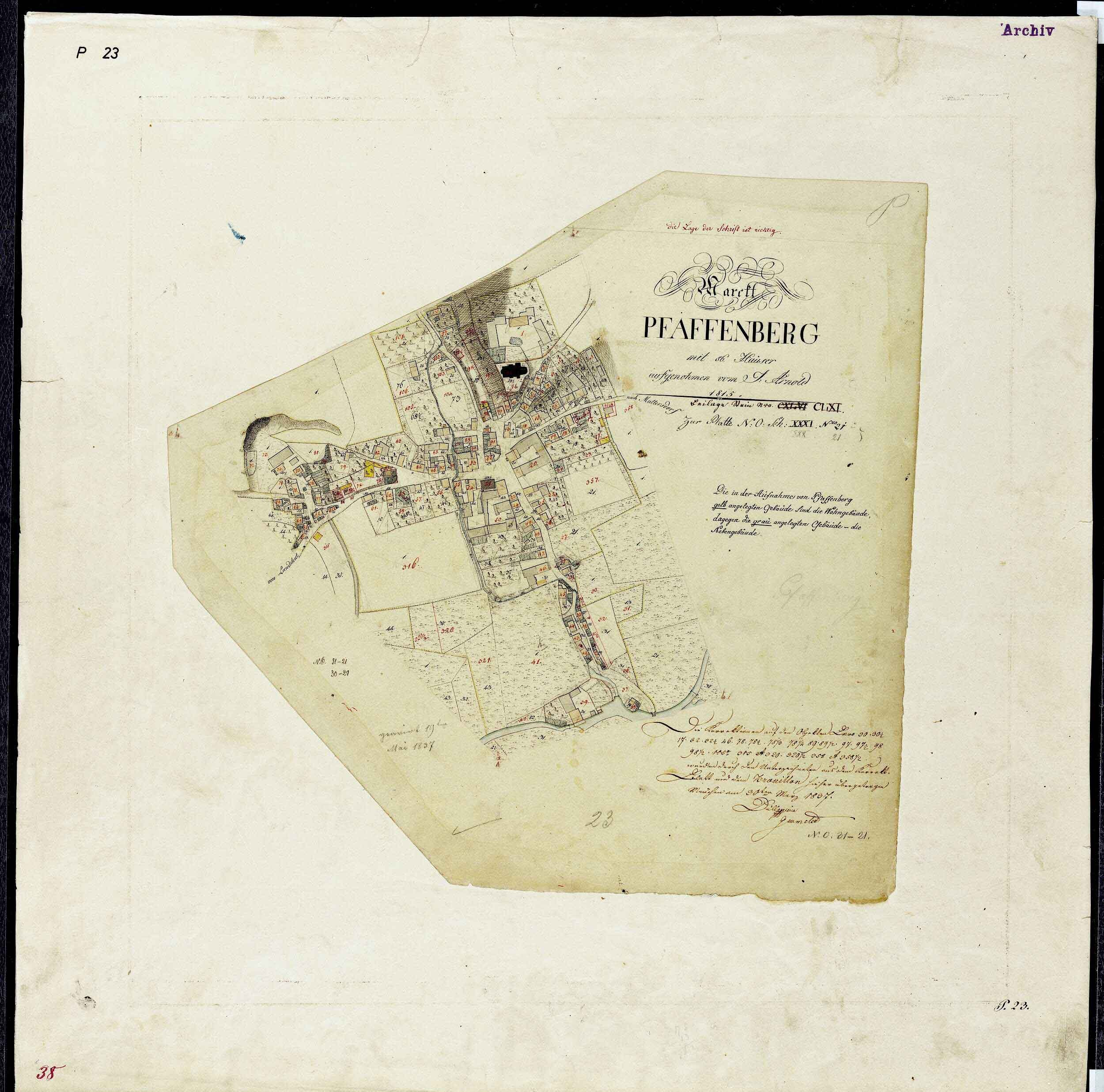
Ortsblatt der Uraufnahme (1815)

Die Gründung des Ortes reicht bis in das Jahr 1100 zurück. In einem Schutzbrief des Papstes Eugen III. vom 30. Dezember 1145 wird unter den Domkapitelschen Kirchen auch schon Pfaffenberg genannt. Die Grafen von Kirchberg erbauten hier ein Chorherrenstift,  und daraus leitet sich der Name Pfaffenberg ab. Nach einer kurzen Blütezeit wurde das Stift bald schon wieder aufgelöst. Der Grund dafür dürfte wohl gewesen sein, dass das Geschlecht der Grafen von Kirchberg im Jahr 1226 ausstarb.
Sein Wappen bekam Pfaffenberg am 22. Oktober 1585 verliehen. In den Jahren 1626 und 1634 wüteten große Brände in Pfaffenberg. Dabei gingen sehr viele Dokumente verloren, so dass wenig über die frühe Geschichte des Marktes bekannt ist. Eines der ältesten Gebäude ist der Zollhof, dessen Entstehung mit der Gründung des Marktes zusammenfällt. Anfangs diente er als Zollhofgebäude, wurde dann aber wohl ein Kloster oder Edelsitz, bis er im 17. Jahrhundert in Privatbesitz überging. Seit seinem Umbau um das Jahr 1720 blieb er unverändert.
Das seit 1429 bestehende Landgericht verlegte am 9. August 1805 seinen Gerichtssitz von Pfaffenberg nach Mallersdorf. Am 24. Juni 1840 wurde das Gericht Pfaffenberg in Gericht Mallersdorf umbenannt. Daraus ergab sich eine gewisse Rivalität zwischen dem größeren, gewerbereicheren, aber räumlich beengten Markt Pfaffenberg und dem kleineren, aber nach 1862 reich mit überörtlichen Behörden ausgestatteten Mallersdorf. Noch 1895 übertraf Pfaffenberg mit 806 Einwohnern den Bezirksmittelpunkt Mallersdorf mit seinen 718 Einwohnern deutlich.  Bei einer am 12. Juni 1907 durchgeführten Zählung brachte es Pfaffenberg auf 895 Einwohner. Noch 1970 war Pfaffenberg mit 55,8 Prozent Anteil der Erwerbstätigen im sekundären Sektor besonders dem Gewerbe verbunden. Im Zuge der Gemeindegebietsreform wurden 1972 die Gemeinden Mallersdorf, Pfaffenberg, Holztraubach, Ascholtshausen, Oberellenbach und Oberlindhart, die zum aufgelösten Landkreis Mallersdorf gehörten, zu dem Markt Mallersdorf-Pfaffenberg zusammengeschlossen. Heute hat Pfaffenberg über 2.300 Einwohner.
Bereits seit 1832 gibt es in Pfaffenberg die Privatbrauerei Stöttner (im Besitz der Familie seit 1892).

## Sehenswürdigkeiten
- Pfarrkirche St. Peter. Sie wurde großenteils von 1757 bis 1762 im Barockstil erbaut und 1776 geweiht. Der Turm ist mittelalterlich, die Deckenfresken aus dem Jahr 1757 stammen von Otto Gebhart. Der Hochaltar von 1720 bis 1730 enthält Heiligenbüsten von Christian Jorhan dem Älteren. Die Kirche wurde mehrfach renoviert und ihre Fresken erneuert.
- Zollhof. Der Walmdachbau des 17. Jahrhunderts wurde 1720 umgebaut.
- Das ehemalige Rathaus wurde von 1735 bis 1738 erbaut.
- Marktfrau-Brunnen. Er wurde bei der Neugestaltung des Marktplatzes in den Jahren von 1981 bis 1984 errichtet.
- Jüdisches Ehrenmal, errichtet mit dem Friedhof im Jahre 1947.

## Bildung und Erziehung
- Burkhart-Gymnasium
- St. Martin Grund- und Mittelschule
- Kindergarten St. Elisabeth
- Kinderkrippe
- Bücherei der Pfarrei St. Peter

## Einrichtungen
- Beheiztes Freizeit- und Familienbad

## Vereine
- Altenclub Pfaffenberg
- Drachensteyner Ritterbund
- Eltern-Kind-Gruppe Pfaffenberg
- Freiwillige Feuerwehr Pfaffenberg
- Hubertusschützen 1860 Pfaffenberg
- Jung- und Aktivkolping
- Katholischer Frauenbund Pfaffenberg
- Kolpingfamilie Pfaffenberg
- Labertaler Reit- und Fahrverein
- Pool-Billard-Club Pfaffenberg
- Sängerverein Pfaffenberg 1884
- Singkreis Pfaffenberg
- Strandjungs
- Turn- und Sportverein Pfaffenberg-Niederlindhart e. V.
- Wanderergesellschaft Pfaffenberg
- Bayerischer Kynologenverband e. V.

## Söhne des Ortes
- Karl Gandorfer (1875–1932), Politiker
- Ludwig Gandorfer (1880–1918), Politiker
- Albert Rauch (1933–2015), Geistlicher